# Glomočnica
Glomočnica är ett vattendrag i Kroatien. Det ligger i den centrala delen av landet, 160 km söder om huvudstaden Zagreb.